# Markus Schulz
Markus Schulz (Eschwege, 3 febbraio 1975) è un disc jockey e producer di musica trance tedesco, che attualmente vive a Miami, Florida, Stati Uniti.
È conosciuto anche con i nomi Elevation e Dakota. Conduce un programma radio settimanale intitolato Global Dj Broadcast in onda sulla radio internet Digitally Imported. È anche fondatore dell'etichetta discografica Coldharbour Recordings, sublabel della Armada Music.
Nel marzo 2013 viene annunciata una collaborazione con Ferry Corsten sotto lo pseudonimo di NWP, New World Punx. Sono previste diverse produzioni ed eventi con il duo tedesco-olandese che farà il suo debutto il 24-03-2013 a Miami, al Mansion in occasione del WMC 2013.
Nel dicembre 2013 Markus annuncia l'uscita a febbraio 2014 del suo nuovo album Scream II (con nuovi singoli come Destino, Remember This, Towards The Sun, Mardi Gras) e le date dei release party.

## Produzioni
Schulz ha pubblicato tre compilation mixate e due album. Ha anche pubblicato produzioni con l'alias Elevation e, molto recentemente, Dakota. Attraverso il suo lavoro di remix di brani, ha avuto l'opportunità di lavorare con artisti come: Depeche Mode, Madonna, Everything But The Girl, Jewel, OceanLab, Gabriel & Dresden, Karada, Télépopmusik, Fat Boy Slim, Miro, Book of Love, Blue Amazon, e PQM. Inoltre ha remixato Intuition e Stand di Jewel, entrambe divenute al numero uno della Billboard club chart.

## Live
Quando non è in studio a lavorare a nuovi remix, Schulz tiene un estensivo elenco di date internazionali. Originariamente è stato per sette anni il Dj resident al The Works a Phoenix in Arizona dove ha sviluppato il suo stile. Da quel momento si è esibito in molti club in tutto il mondo e ha partecipato come dj a molti festival ed eventi come: Nature One, Dance Valley, Monster Massive, Together As One, Love Parade, Global Gathering, ETD Pop, Bang Music Festival, Future Music Festival e nel episodio 350 di A State Of Trance. Il 26 giugno 2013 Schulz realizza un solo set di 12 ore non-stop al Tomorrowland (Boom-Belgium) in uno stage personale.

## Discografia

### Album studio
- Without You Near (2005, Ultra Records)
- Progression (2007, Armada Music)
- Dakota - Thoughts Become Things (2009, Armada Music)[6]
- Do You Dream? (2010, Ultra Records)
- Dakota - Thougths Become Things II (2011)
- Scream (2012, Armada Music)
- Scream II (2014, Armada Music)

### Album remix
- Progression Progressed - The Remixes (2008, Armada Music)
- Do You Dream? The Remixes (2011)

### Raccolte
- Coldharbour Sessions (2004, Armada Music)
- Miami '05 (2005, Moist Music)
- Ibiza '06 (2006, Moist Music)
- Amsterdam '08 (2008, Armada Music)
- Toronto '09 (2009, Armada Music)
- Las Vegas '10  (2010, Armada Music)
- Prague '11 (2011, Armada Music)
- Los Angeles '12 (2012, Armada Music)
- World Tour '12 (2012, Armada Music)
- Buenos Aires '13 (2013, Armada Music)

## Remix
- 1993 Sagat - Why Is It? Fuk Dat
- 1993 The Movement - Shake That
- 1994 Glenn "Sweet G" Toby - I Can Tell
- 1994 Sweet Sable - Old Times' Sake
- 1994 Transglobal Underground - Temple Head
- 1994 2 Unlimited - Throw The Groove Down
- 1994 Sandra Bernhard - You Make Me Feel
- 1995 Amber McFadden - Do You Want Me
- 1995 Truce - Pump It
- 1995 Real McCoy - Come And Get Your Love
- 1995 Bette Midler - To Deserve You
- 1995 Backstreet Boys - We've Got It Going On
- 1996 Lina Santiago - Feels So Good (Show Me Your Love)
- 1996 Backstreet Boys - Get Down (You're The One For Me)
- 1996 Technotronic - Move It To The Rhythm
- 1996 Madonna - Love Don't Live Here Anymore
- 1996 Liz Torres - Set Yourself Free
- 1996 Armand Van Helden - The Funk Phenomena
- 1996 James Newton Howard - Theme From ER
- 1996 Backstreet Boys - We've Got It Going On
- 1997 RuPaul - A Little Bit Of Love
- 1997 Groove Junkies -
- 1997 Poe - Hello
- 1997 e-N Feat. Ceevox - That Sound
- 1997 Tilly Lilly - Roller Coaster
- 1997 Electronic - Second Nature
- 1997 Blue Amazon - No Other Love
- 1997 LNR - Work It To The Bone
- 1998 Cynthia - If I Had The Chance
- 1998 Vertigo Deluxe - Out Of My Mind
- 1998 The B-52's - Debbie
- 1999 Everything But The Girl - Lullaby Of Clubland
- 1999 Dream Traveler - Time
- 2000 Himmel - Celebrate Life
- 2000 Masters Of Balance - Dreamworld
- 2000 Pablo Gargano - Eurogoal
- 2000 PQM - The Flying Song
- 2000 Aaron Lazarus - Your Time Will Come
- 2001 Pablo Gargano - Absolution
- 2001 Carissa Mondavi - Solid Ground
- 2001 Rouge - Jingalay
- 2001 Daniel Ash - Burning Man
- 2001 Fatboy Slim - Sunset (Bird Of Prey)
- 2001 Luzon - Manilla Sunrise
- 2001 Book Of Love - I Touch Roses
- 2002 Miro - By Your Side
- 2003 Motorcycle - As The Rush Comes
- 2003 Jewel - Intuition
- 2003 Karada - Last Flight
- 2003 Billy Paul Williams - So In Love
- 2003 Jewel - Stand
- 2004 Aly & Fila - Spirit Of Ka
- 2004 George Hales - Autumn Falls
- 2004 Solid Globe - Sahara
- 2004 Filterheadz - Yimanya
- 2004 Plastic Angel - Distorted Reality
- 2004 Clubbervision - Dream Off
- 2004 Kobbe & Austin Leeds - Fusing Love
- 2004 Airwave - Ladyblue
- 2004 Myth - Millionfold
- 2004 OceanLab - Satellite
- 2004 Piece Process - Solar Myth
- 2004 Space Manoeuvres - Stage One
- 2004 Deepsky - Talk Like A Stranger
- 2004 Whirlpool - Under The Sun
- 2005 Tomonari & Tommy Pi - C Sharp 2005
- 2005 Ridgewalkers - Find
- 2005 Departure - She Turns
- 2005 Nalin & Kane - Open Your Eyes (The Child You Are)
- 2006 Kyau & Albert - Are You Fine?
- 2006 Eluna - Severence
- 2006 Dj MyR - Kiuuby
- 2006 Yoshimoto - Du What U Du
- 2007 Kamera - Lies
- 2007 Andrew Bennett - Menar
- 2007 Joop - The Future
- 2008 Destination X - Dangerous
- 2008 Markus Schulz & Andy Moor - Daydream
- 2008 Markus Schulz & Dj Blanca Morales - Tempest
- 2008 Markus Schulz and Departure with Gabriel & Dresden - Without You Near
- 2008 John O'Callaghan feat. Audrey Gallagher - Big Sky
- 2008 Sia - Buttons
- 2008 Markus Schulz - The New World
- 2008 Mike Foyle - Bittersweet Nightshade
- 2009 Dance 2 Trance - Power of American Natives
- 2009 Jester Music feat. Lavoie - Dressed In White
- 2009 Cosmic Gate - Sign Of The Times
- 2010 Cosmic Gate - The drum